# Alanya Cup
L'Alanya Cup è una corsa in linea maschile di ciclismo su strada che si svolge annualmente, in marzo, nel distretto di Alanya, in Turchia. Dal 2023 fa parte del calendario dell'UCI Europe Tour nella classe 1.2.

## Albo d'oro
Aggiornato all'edizione 2024.
| Anno | Vincitore       | Secondo         | Terzo           |
| ---- | --------------- | --------------- | --------------- |
| 2023 | Willie Smit     | Burak Abay      | Danil Evdokimov |
| 2024 | Julien Trarieux | Benjamín Prades | Daniil Pronskiy |